# Les Chansons grises (Reynaldo Hahn)
Les Chansons grises constituent le premier des sept cycles importants de mélodies de Reynaldo Hahn. Elles tiennent une place remarquable dans la production musicale de ce compositeur : tout en réunissant de façon cohérente sur le plan littéraire sept poèmes de Paul Verlaine n’appartenant pas à un même recueil, elles s’illustrent par une unité musicale prouvant la maturité artistique et la maîtrise technique d’un jeune compositeur âgé seulement de dix-sept ans. C'est en interprétant Les Chansons grises chez Mme Lemaire au printemps 1894, que Reynaldo Hahn fait la connaissance de Marcel Proust qui était invité aussi à cette réception musicale. 

## Structure
Le recueil, publié le 7 mars 1893 par la maison Heugel sous la cote H. 7 784 (Reynaldo Hahn avait seulement 19 ans) réunit sept mélodies :
1. Chanson d'automne,
2. Tous deux,
3. L’Allée est sans fin…,
4. En sourdine,
5. L’heure exquise,
6. Paysage triste,
7. La bonne Chanson.

Ce cycle regroupe sept poèmes, extraits de diverses œuvres de Paul Verlaine, toutes éditées à plus de vingt ans de la date d'édition du recueil : trois proviennent de La bonne chanson (1870), deux des Romances sans paroles (1874), un des Poèmes saturniens (1866) et un autre des Fêtes galantes (1869).

## Format de l'édition originale
Son format original se présente en 16 feuilles (32 pages) non brochées, en 27,7 x 18,7. cm. La partition manuscrite se trouve actuellement aux archives des Éditions Leduc-Heugel à  Montrouge (92120 - France).
L’illustration de la première de couverture traduit une grande douceur, une tranquillité certaine qui n’est pas sans rappeler l’atmosphère musicale de ce cycle : dans des tons d’un rose pâle, quasi diaphane, très doux, elle représente un marais avec saules et joncs, sur lequel une barque apparaît avec deux personnages ; au loin, sur la berge, quelques maisons.

## Le Recueil
La page de garde révèle, outre le titre, les noms des auteurs et la griffe de la maison Heugel, ainsi qu’une épigraphe très significative pour nous permettre d’aborder cette partition de manière sensible :
Rien de plus cher que la chanson grise

Où l’Indécis au Précis se joint.
Ce sont les deux derniers vers du deuxième quatrain du poème intitulé Art poétique, douzième des Sonnets et autres vers, de Jadis, première partie de Jadis et naguère de Paul Verlaine, publié en 1885 à Paris et dont voici les deux premiers quatrains :
De la musique avant toute chose

Et pour cela préfère l’Impair

Plus vague et plus soluble dans l’air

Sans rien en lui qui pèse ou qui pose.

Il faut aussi que tu n’ailles point

Choisir tes mots sans quelque méprise :

Rien de plus cher que la chanson grise

Où l’Indécis au Précis se joint.
Ils nous apprennent beaucoup : d’une part l’origine du titre général de ce recueil, Chansons grises ; d’autre part la volonté de Reynaldo Hahn à vouloir répondre aux exigences préalables citées par le poète. Nous pensons qu’il y réussit adroitement.
Enfin, la deuxième page de garde présente la table avec la pagination des sept mélodies.
Pour l’ensemble de ce cycle, aucune dédicace à une personne de l’entourage du compositeur n’est précisée. Seule la deuxième des mélodies, Tous deux, en comporte une : à Louis Montégut.
L'agencement des poèmes n'est pas précisément justifié par une logique interne quant au sens. Au demeurant, on peut y voir un réconfort
amoureux de plus en plus affirmé au fur et à mesure de la lecture des poèmes : d'un doute établi dans le premier, après divers états d'âme dans les suivants, il en résulte une confiance résolument optimiste dans le dernier.
Par contre ce cycle est remarquable par la répartition judicieusement équilibrée autour de la 4e place, place centrale, par la succession des tonalités utilisées qui se présentent ainsi :
do  mineur - fa  Majeur - si Majeur - la Majeur - si Majeur  - sol  Majeur - do Majeur.
On peut y voir un cycle de quinte, bien marqué pour les trois premières mélodies.
Il en résulte, toujours dans ce cas, une progression harmonique, plus sous-entendue qu'évidente, qui ne fait qu'amplifier une unité certaine.
La lecture des poèmes n'est que confortée par cet enchaînement harmonique.
Voici les dates de composition et le lieu relevés sur les manuscrits :
| Mélodie du cycle     | Date de composition | Lieu de composition |
| -------------------- | ------------------- | ------------------- |
| Chanson d'automne    | 15 juillet 1891     | Münster am Stein    |
| Tous deux            | septembre 1891      | Hambourg            |
| L'allée est sans fin | septembre 1891      | (n. i.)             |
| En Sourdine          | 15 septembre 1891   | (n. i.)             |
| L'heure exquise      | 24 juin 1892        | Paris               |
| Paysage triste       | (n. i.)             | (n. i.)             |
| La bonne Chanson     | (n. i.)             | (n. i.)             |

Alphonse Daudet trouve ces Chansons grises « très littéraires » selon les dires du compositeur et poursuit : « C'est-à-dire adaptées au poème avec un perpétuel souci verbal qui reléguait la musique au second plan, ne lui permettant ni de traduire ni de commencer les vers, mais seulement de leur fournir un cadre et de les baigner d'une atmosphère, dirais-je, presque de les entourer d'un silence qui leur permit d'apparaître dans leur intégrité. »
La douce couleur de la couverture, l'épigraphe présente dans l'édition originale, le titre lui-même nous apportent beaucoup sur la teneur artistique du recueil. Musicalement, l'alternance équilibrée des tempi (lent - rapide), la similarité dans le jeu pianistique, les harmonies épurées, la prosodie toujours retenue et raffinée en font un recueil bien charpenté, toujours sensible, excessivement original.
Le recueil est écrit pour voix moyenne. L’ambitus s’étend du si1 au fa#3, tessiture qui correspond à celle de Reynaldo Hahn, ténor lui-même. Rappelons-le, il n’hésitait pas à les chanter dans les salons.